# Tygelsjö distrikt
Tygelsjö distrikt är ett distrikt i Malmö kommun och Skåne län. 
Distriktet ligger i södra Malmö. 

## Tidigare administrativ tillhörighet
Distriktet inrättades 2016 och utgörs av socknen Tygelsjö i Malmö kommun.
Området motsvarar den omfattning Tygelsjö församling hade 1999/2000.